# Aziz Chaoufi
Aziz Chaoufi (Amsterdam, 7 september 1985) is een Nederlands acteur, vooral bekend van de televisieserie Dunya & Desie.

## Biografie
Chaoufi's ouders zijn geboren in Marokko maar Chaoufi zelf is geboren in Amsterdam. Chaoufi had eerst een paar keer gefigureerd, maar in de serie Dunya & Desie kon hij eindelijk echt gaan acteren en verwierf al snel bekendheid hierdoor. De serie won diverse prijzen in binnen- en buitenland.
Chaoufi heeft een opleiding acteren gevolgd op het Technisch College West.

## Film en televisie
| Jaar      | Titel          | Wat            | Rol               |
| --------- | -------------- | -------------- | ----------------- |
| 2002-2004 | Dunya en Desie | Televisieserie | Soufian El-Beneni |